# Crotonogyne ikelembensis
Crotonogyne ikelembensis är en törelväxtart som först beskrevs av De Wild., och fick sitt nu gällande namn av David Prain. Crotonogyne ikelembensis ingår i släktet Crotonogyne och familjen törelväxter.
Artens utbredningsområde är Kongo-Kinshasa. Inga underarter finns listade i Catalogue of Life.